# Đurđica Bjedov
Đurđica Bjedov (Split, 5 april 1947) is een Kroatisch zwemster.
Op de Olympische Spelen van 1968 in Mexico haalde ze voor Joegoslavië een gouden medaille op de 100 meter schoolslag, en een zilveren medaille op de 200 meter schoolslag. Ze was de eerste Joegoslavische zwemster die op de Spelen een gouden medaille behaalde en was naar de Spelen gegaan om in de wisselslag-estafette de schoolslag te zwemmen. Ze startte daar niet als kanshebber, maar zwom op de 100 meter schoolslag wel een olympisch record en won daarmee de gouden medaille. Dat jaar werd ze verkozen tot Joegoslavisch atleet van het jaar.
Twintig jaar later nam haar dochter Anamarija Petričević voor Joegoslavië deel aan de Olympische Spelen in Seoul.
1968: Đurđica Bjedov ·
1972: Cathy Carr ·
1976: Hannelore Anke ·
1980: Ute Geweniger ·
1984: Petra van Staveren ·
1988: Tania Dangalakova ·
1992: Jelena Roedkovskaja ·
1996: Penelope Heyns ·
2000: Megan Quann ·
2004: Luo Xuejuan ·
2008: Leisel Jones ·
2012: Rūta Meilutytė ·
2016: Lilly King ·
2020: Lydia Jacoby ·
2024: Tatjana Smith